# Акуэрт (Джорджия)
А́куэрт (англ. Acworth) — город в округе Кобб штата Джорджия Соединённых Штатов Америки. Город прозван «городом озёр».
Современное название город получил в 1843 году от инженера Western and Atlantic Railroad Джозефа Л. Грегга (Joseph L. Gregg), который назвал его в честь своей родины Акуэрта, расположенного в Нью-Гэмпшире, который, в свою очередь, был назван в честь английского дворянина лорда Акуорта. Согласно переписи 2018 года, население составляет 22 642 человека.

## История
Как и остальная часть округа Кобб, город был создан на месте проживания индейцев чероки, которых изгнали в 1831 году с этих земель. В 1840 году через город прошла железная дорога Western and Atlantic Railroad. В 1851 году в городе появился телеграф, а в 1852 — открылась первая частная школа, куда принимали только белых учеников. Ученики старших классов до 1935 года оплачивали обучение. Чернокожие школьники обучались в отдельной гимназии, а ближайшая школа для цветных находилась в Атланте. Дети обучались раздельно вплоть до 1967 года.
С началом Гражданской войны добровольцы из Акуэрта попали в роту A (18-я пехотная добровольческая часть штата Джорджия) и роту C (41-я пехотная часть). В 1864 году Акуэрт был захвачен войсками Союза. Его назвали «Маленькие трущобы», в отличие от «Больших трущоб», как назвали соседний Кеннесо. В течение шести месяцев город был оккупирован, а 13 ноября 1864 года генерал Уильям Шерман сжёг Акуэрт практически полностью. Осталось только 12 домов и церковь. К 1880-м годам город почти полностью удалось восстановить, а с 1890-х по 1920-е в этом районе выращивание хлопка было одной из основных отраслей экономики. С приходом Великой Депрессии хлопок в округе Кобб выращивать перестали. В это же время железнодорожные пути стали условным водоразделом между афроамериканцами и белыми. Первые жили на северо-востоке от железной дороги, вторые — на юго-западе. В 1930-е годы в Акуэрте был построен театр с отдельным входом в партер для чернокожих.
В 1907 году в городе усилиями волонтёров была создана пожарная служба. С начала XX века до 1980-х годов в городе работало три текстильных фабрики. После того, как в Кеннесо в 1982 году вышло постановление иметь оружие в каждом домовладении, руководство Акуэрта приняло решение обязать всех граждан иметь дома грабли. Позднее этот закон был упразднён.
В 2010 году город был награждён премией «All-America City Award» (с англ. — «Всеамериканский город») присуждаемой Национальной гражданской лигой, которую неофициально называют «Нобелевской премией за конструктивное гражданство» и которая выдается за активную гражданскую позицию жителей некорпоративных сообществ Соединённых Штатов в жизни местного самоуправления.

## География
Акуэрт расположен в предгорьях Северной Джорджии, граничит с Кеннесо на юго-востоке и округами Чероки и Бартоу на севере. Общая площадь города составляет 22,88 км², из которых 21,4 км² занимает суша.

## Управление
Городом управляет совет из пяти старейшин и мэр, занимающий должность сроком на четыре года. Мэром может стать любой человек, достигший 18 лет и не менее года проживающий в Акуэрте.

## Достопримечательности
Усадьба Коуэна, 1854 год — характерный дом плантаторов, выстроен симметрично, в классическом стиле. Внесён в Национальный реестр исторических мест США в 2001 году, принадлежит обществу исторического сохранения Акуэрта.
Район Коллинз-авеню — дома викторианской эпохи конца XIX века и дома ремесленников начала XX века также включены в Национальный реестр.
Bethel AME church — романская церковь в стиле Возрождения, построенная в 1871—1872 годах. Позднее были достроены две колокольни и задняя пристройка.